# Ahmad ibn Majid
Ahmad ibn Majid (arabiska: أحمد بن ماجد) född 1421 i Ras al-Khayma, Oman var en arabisk sjöfarare, kartograf och författare. Han blev känd i västvärlden som den lots som hjälpte Vasco da Gama att finna vägen till Indien.

## Biografi
Ahmad ibn Majid växte upp i en familj med kända sjöfarare i Ras al-Khaimah vid Persiska vikens utlopp. Hans far var sjöfarare och berättade om länder bortom Röda havet och på andra sidan Indiska oceanen. Unge Ahmad ville följa i faderns fotspår, men det förutsatte att han lärde sig läsa och skriva, kunna Koranen utantill och läsa de navigationsböcker som fadern samlat på sig under åren. När han fyllt 17 år hade han fullföljt sin fars krav och gjorde sin första sjöresa som rorsman och navigatör.

## Författarskap
Majid skrev flera böcker om oceanografi, navigation och skeppsbyggnad, vilket hjälpte arabiska sjöfarare att finna handelsvägar på Indiska oceanen och vägen till Kina. Den viktigaste boken hade titeln Fawa'dh fi-Usl Ilm al-Bahrwa-al-Qawaidah (Boken om värdet av Sjömanskap) som skrevs 1490. Det är en navigatorisk encyklopedi med grundläggande principer för navigation, månfaser, loxodromer, skillnaden mellan kustnära navigation och navigation till havs. En del behandlar monsunvindar och tyfoner  vid olika årstider och de viktigaste hamnarna från Östafrika till Indonesien. Han beskriver användning av Kamal och Astrolabium för bestämning av fartygets position på havet.
Majid var en hängiven muslim och avstod från alkohol och följde Islams läror. Han skriver i boken om sjömanskap:
| ”                  | A teacher – the Captain or Commander of the ship – must be pious and just, never oppressive, always obedient to Allah, properly mindful of Allah in all his actions. | „ |
| – Ahmad ibn Majid. | |   |

## Eftermäle
Ibn Majid har blivit ihågkommen som Havets lejon. Flera av hans omfattande läroböcker i navigation och sjömanskap finns bevarade, två av hans handskrivna böcker Nationalbiblioteket i Paris.